# Nimigen Island
Nimigen Island – niezamieszkana wyspa w zatoce Cumberland, w regionie Qikiqtaaluk, na terytorium Nunavut, w Kanadzie.
W pobliżu Nimigen Island położone są wyspy: Utsusivik Island, Kangigutsak Island, Maktaktujanak Island, Shakshukowshee Island, Shakshukuk Island, Opingivik Island, Blacklead Island, Aupaluktut Island, Kikiktaluk Island i Nuvujen Island.